# Deltona
Deltona is een plaats (city) in de Amerikaanse staat Florida, en valt bestuurlijk gezien onder Volusia County.

## Demografie
Bij de volkstelling in 2000 werd het aantal inwoners vastgesteld op 69.543.
In 2006 is het aantal inwoners door het United States Census Bureau geschat op 84.273, een stijging van 14730 (21.2%).

## Geografie
Volgens het United States Census Bureau beslaat de plaats een oppervlakte van
99,3 km², waarvan 92,7 km² land en 6,6 km² water. Deltona ligt even ten noorden van Lake Monroe aan Highway 4.

## Plaatsen in de nabije omgeving
De onderstaande figuur toont nabijgelegen plaatsen in een straal van 16 km rond Deltona.